# Andrewsarchus
O Andrewsarchus mongoliensis (Andrews + grego sarchus, "rei, governante"), era um mamífero primitivo semelhante a um lobo com o tamanho de um rinoceronte que viveu durante o Eoceno, entre 45 e 36 milhões de anos atrás. Tinha quatro membros com cascos, um corpo e cauda longos. O seu grande focinho possuía dentes afiados e vários molares que eram provavelmente usados para esmagar ossos. No entanto, como o Andrewsarchus só é conhecido através do crânio e uns poucos ossos não se sabe se era um predador ou um necrófago.
Andrewsarchus deve o seu nome ao famoso explorador Roy Chapman Andrews. Foi descoberto em Junho de 1923 por Kan Chuen Pao, um membro da expedição de Andrew, num sítio no Deserto de Gobi, na Mongólia conhecido como Irdin Mahna [ou Erdeni-Mandal, ou ainda Erdenemandal ('jóia de mandala')]. Esta era a terceira expedição à Ásia liderada por Andrews e patrocinada pelo Museu Americano de História Natural, onde estão em exposição as ossadas do animal.
Acreditava-se que pertencia à Ordem Mesonychia devido às semelhanças dos seus dentes e crânio com as espécies desta ordem. Estudos recentes no entanto o situam na classe dos artiodáctilos e relacionados com os entelodontes. Pensa-se que tivesse patas com cascos e que se alimentava de carcaças de animais mortos e só atacava animais maiores do que ele em casos de muita fome assim como grandes mamíferos predadores contemporâneos.